# Muflon
Muflon je vrsta divje ovce in tako spada v poddružino Caprinae (koze), kamor po znanstveni klasifikaciji spadajo tako koze kot ovce. Domnevno naj bi bil eden izmed dveh prednikov, iz katerih so se razvile vse sodobne pasme domačih ovc. Mufloni so rdečerjavi s temno progo čez pleča ter svetlo obarvanim sedlom in spodnjimi deli. Samci imajo rogove, samice pa so lahko tudi brez njih.
Mufloni izvirajo iz jugozahodne Azije, kjer živi vrsta, poznana kot azijski muflon (Ovis orientalis). V času kamene dobe so jih ljudje naselili tudi na Korziko, Sardinijo, Rodos in Ciper, morda kot divje udomačene živali, ki so se nato v zadnjih nekaj tisoč letih razširile po gorski notranjosti teh otokov in se razvile v novo vrsto, imenovano evropski muflon (O. musimon ali O. ammon). Na teh otokih so zdaj mufloni redki, uspešno pa so jih naselili v srednjo Evropo, vključno z Nemčijo, Avstrijo, Češko, Slovaško, Slovenijo (leta 1953  na območje Triglavskega narodnega parka),  Madžarsko, Bolgarijo in Romunijo ter celo v nekatere severnoevropske države, kot je Finska.
Znanstvena klasifikacija muflona je sporna , vendar pa se o evropskem muflonu govori kot bodisi o Ovis musimon ali o Ovis ammon musimon.

## Poimenovanje
Samci so znani kot ovni, samice pa kot ovce ali divje ovce. Mlade živali imenujemo jagnjeta.